# Цифровий зв'язок
Цифрови́й зв'язо́к — область техніки, пов'язана з передачею цифрових даних на відстань.
В даний час цифровий зв'язок повсюдно використовується також і для передачі аналогових сигналів, які для цієї мети оцифровуються.
Сучасні системи цифрового зв'язку використовують кабельні (у тому числі волоконно-оптичні), супутникові, радіорелейні і інші лінії зв'язку.

## Лінія зв'язку «точка-точка»

### Лінія зв'язку
Устаткування, що здійснює формування даних з призначеної для користувача інформації, а також представлення даних у вигляді, зрозумілому користувачу, називається термінальним устаткуванням. Устаткування, що перетворює дані в електричний сигнал для передачі по лінії зв'язку і здійснює зворотне перетворення, називається кінцевим устаткуванням лінії зв'язку. Термінальним устаткуванням може служити комп'ютер крайовим устаткуванням звичайно служить модем.
Перетворення даних в електричний сигнал називається модуляцією. Передача сигналу здійснюється символами. Кожний символ є певним станом сигналу в лінії, безліч таких станів скінче́нна. Таким чином символ передає деяку кількість інформації, звичайно один або декілька біт.
Кількість передаваних символів в одиницю часу називається швидкістю маніпуляції або символьною швидкістю (baud rate). Вона вимірюється в бодах (1 бод = 1 символ в секунду). Кількість інформації, передавана в одиницю часу називається швидкістю передачі інформації і вимірюється в бітах в секунду. Існує поширена помилка, що біт на секунду і бод — це одне і те ж, але це вірно, тільки якщо кожний символ передає тільки один біт, що є не дуже часто.

## Мережа передачі даних, способи комутації

### Мережа передачі даних
Мережа — це безліч терміналів, кожний з яких може зв'язуватися з іншими (можливо, з деякими обмеженнями). При необхідності з'єднати декілька терміналів у мережу можна прокласти між кожною парою окрему лінію зв'язку. Проте такий підхід стає неефективним вже при достатньо малій кількості терміналів. Натомість звичайно організовується структура, в якій число ліній зв'язку набагато менше а обмін інформацією між вузлами забезпечується за допомогою технологій комутації.
Існує два основні способи комутації:
Комутація каналів (circuit switching) — виділення по запиту вузла частини пропускної здатності реальної (фізичної) лінії зв'язку. Розподіл ресурсу лінії між даними багатьох користувачів здійснюється за допомогою технології ущільнення.
Комутація пакетів (packet switching) — розбиття даних на «пакети», які передаються окремо. При цьому, якщо маршрут руху пакетів між вузлами визначений наперед і виділена пропускна здатність, говорять про віртуальний канал. Якщо ж для кожного пакету задача знаходження шляху розв'язується наново, говорять про датаграмний спосіб пакетної комутації.

## Модуляція
Модуляція — перетворення даних в електричний сигнал. Залежно від середовища передачі застосовується імпульсна або кутова модуляція.
- Імпульсно-кодова модуляція застосовується при передачі сигналу по кабелю (у тому числі волоконно-оптичному) на порівняно невеликі відстані. При цьому символ, як правило, представляється деяким рівнем напруги. Існує декілька кодувань імпульсної модуляції. Обмеження на відстань передачі при використанні імпульсної модуляції при передачі інформації по електричному кабелю пов'язано із звуженням смуги пропускання кабелю при збільшенні його довжини.
- Кутова модуляція застосовується як при передачі даних по електричному кабелю, так і при радіозв'язку. При кутовій модуляції символ є відрізком синусоїдального сигналу з деякими параметрами. Підрозділяється відповідно на частотну і фазову модуляцію. Названа так тому що повна фаза гармонійного коливання Ψ (t) = ωt + φ визначає поточне значення фазового кута. Види кутової модуляції (маніпуляції), що часто використовуються: частотна маніпуляція, фазова маніпуляція, квадратурно-амплітудна модуляція.

## Завадостійке кодування
Будь-яка система зв'язку схильна дії шумів і спотворень, які можуть привести до неправильного прийому сигналу. Для боротьби
з виникаючими при цьому помилками в сигнал вводиться спеціальним чином сконструйована надмірність що дозволяє приймаючій стороні виправити деяку кількість помилок. Існує велика кількість перешкодостійких кодів, що розрізняються надмірністю і виправляючою здатністю.
Основні класи перешкодостійких кодів:
Блокові коди, перетворюючі фіксовані блоки інформації завдовжки до символів (ці символи можуть відрізнятися від тих, що використовуються при модуляції) в блоки завдовжки n символів. При цьому декодування кожного блоку проводиться окремо і незалежно від інших.
Приклади блокових кодів: коди Хеммінга, коди БЧХ, коди Ріда-Соломона.
Згортальні коди працюють з безперервним потоком даних, кодуючи їх за допомогою регістрів зсуву з лінійним зворотним зв'язком.
Декодування згортальних кодів проводиться, як правило, за допомогою алгоритму Вітербі.

## Ущільнення
- Основна стаття: Ущільнення.

Під ущільненням розуміють метод розділення пропускної здатності каналу для передачі декількох цифрових потоків. Основні
види ущільнення:
Частотне ущільнення, при якому кожний цифровий потік передається в своєму частотному діапазоні;
Тимчасове ущільнення, при якому за кожним цифровому потоком резервується часовий інтервал для передачі даних, званий таймслотом.